# Осиповка (Благовіщенський район)
О́сиповка (рос. Осиповка, башк. Осиповка) — село (у минулому присілок) у складі Благовіщенського району Башкортостану, Росія. Адміністративний центр Октябрської сільської ради.
Населення — 364 особи (2010; 425 в 2002).
Національний склад:
- росіяни — 58 %